# Josef Adolf
Josef Adolf (Velká Úpa, 14 maggio 1898 – Viechtach, 1951) è stato un combinatista nordico cecoslovacco.

## Palmarès

### Mondiali
- Argento a Johannisbad 1925 nella combinata nordica.